# فيكتور بانكراشكين
فيكتور بانكراشكين (بالروسية: Панкрашкин, Виктор Александрович) مواليد 10 ديسمبر 1957 في موسكو - الوفاة 24 يوليو 1993، كان لاعب كرة سلة روسي. مثّل منتخب بلاده. شارك في دورة الألعاب الأولمبية الصيفية سنة 1988.

## سجل المنافسة
شارك في المنافسات التالية:
- بطولة أمم أوروبا لكرة السلة 1983
- بطولة أمم أوروبا لكرة السلة 1985
- بطولة أمم أوروبا لكرة السلة 1987

## الميداليات
| الميدالية | المسابقة                       |
| --------- | ------------------------------ |
| ذهبية     | الألعاب الأولمبية الصيفية 1988 |

## روابط خارجية
- فيكتور بانكراشكين على موقع الاتحاد الدولي لكرة السلة (الإنجليزية)
- فيكتور بانكراشكين على موقع ريلجم (الإنجليزية)
- فيكتور بانكراشكين على موقع بروبوليرز (الإنجليزية)
- فيكتور بانكراشكين على موقع سبورتس رفرنس (الإنجليزية)
- فيكتور بانكراشكين على موقع أوليمبيديا (الإنجليزية)